# Chamottesten
 Der er for få eller ingen kildehenvisninger i denne artikel, hvilket er et problem. Du kan hjælpe ved at angive troværdige kilder til de påstande, som fremføres i artiklen.

Chamottesten bruges typisk til foring af brændeovne. Chamottesten fremmstilles af brændt og knust ildfast ler. Chamottesten kan bruges uden at være brændt, men kan i så fald dårligt transporteres, skal de transporteres skal de brændes først. Chamottesten er meget ildfaste.